# Vorarlberg (Schiff)
Das Motorschiff Vorarlberg ist ein Passagierschiff auf dem Bodensee mit dem Heimathafen Bregenz. Sie wurde am 12. August 1965 in Dienst gestellt und wird seither in der Kursschifffahrt und für Sonder- und Ausflugsfahrten eingesetzt. Eigner sind seit 2005 die Vorarlberg Lines-Bodenseeschifffahrt (VLB) in Bregenz. Der Name des Schiffes war Auslöser der Fußachaffäre.

## Geschichte
Erste Pläne für ein neues Motorschiff für den Bodensee gab es bereits 1955, sie kamen jedoch aus verschiedenen Gründen für fünf Jahre zum Stillstand. Erst 1960, ausgelöst u. a. durch den mehrmaligen Ausfall des alten Motorschiffs Österreich, wurde der Schiffbau wieder aktuell.
Im Herbst 1963 schließlich bestellten die Österreichischen Bundesbahnen bei der Schiffswerften AG in Korneuburg ein Motorschiff für den Linien- und Ausflugsverkehr, das in etwa der Größe der Austria entsprechen sollte. Das Schiff wurde in Korneuburg gebaut und zerlegt nach Fußach an den Bodensee transportiert, wo ab Juli 1964 der endgültige Zusammenbau der Schiffsteile erfolgte.

### Schiffstaufe

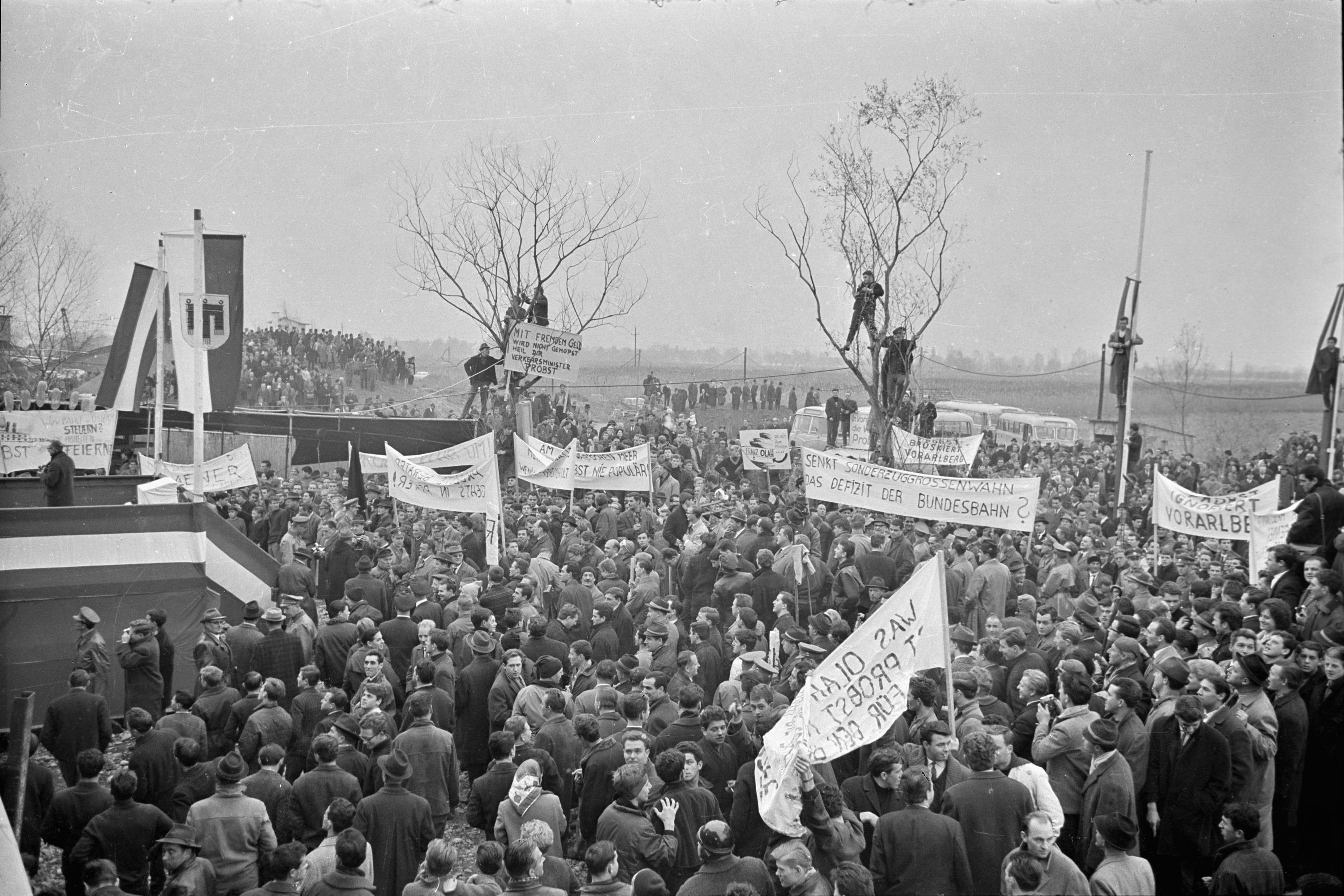
Demonstration anlässlich der Schiffstaufe in Fußach am 21. November 1964

Um die Namensgebung des Schiffes entspann sich ein monatelanger und heftiger Streit zwischen der österreichischen Bundesregierung (die den Namen Karl Renner vorgesehen hatte) und dem Land Vorarlberg und seiner Bevölkerung (die auf dem von Anfang an vorgeschlagenen Namen Vorarlberg beharrte). Der Streit gipfelte am 21. November 1964 in einem Eklat: Tausende Demonstranten verhinderten die offizielle Schiffstaufe und tauften das Schiff mit einer Flasche Bodenseewasser auf den Namen Vorarlberg. Der Vorfall schlug hohe politische Wellen und der Disput um die Namensgebung wurde erst im Juli 1965 beigelegt. Am 30. Juli 1965 wurde die Vorarlberg von Korneuburg aus „ferngetauft“.

### Verwendung
Am 12. August 1965 lief die Vorarlberg zur ersten offiziellen Fahrt aus und war bis zur Generalüberholung der Austria im Winter 1992/93 das Flaggschiff der österreichischen Bodenseeflotte. Sie wurde und wird nach wie vor neben Kursfahrten vornehmlich als Sonderschiff für Ausflugsfahrten eingesetzt. Bekannt sind u. a. die sonntäglichen Fahrten zur Insel Mainau. Vor allem in ihren ersten Einsatzjahren kam die Vorarlberg auch zu durchaus ungewöhnlichen Einsätzen, beispielsweise für Filmaufnahmen (ORF Unterhaltungsshow, 1967), als Butterschiff (zollfreier Verkauf von Alkohol, Tabak, Käse und Butter, 1974) oder als schwimmender Ballsaal (Faschingsgilde Rorschach, 1975).
Die Vorarlberg wurde einer Generalerneuerung in zwei Bauetappen unterzogen. Beginn war Dezember 1996, Ende Juni 2000. Am 1. Juli 2000 wurde das Schiff mit einer TV-Sonderfahrt wieder in Dienst gestellt. Bei einer Neuauflage der traditionellen Wettfahrten um das „Blaue Band des Bodensees“ am 12. April 2003 konnte die Vorarlberg „ex aequo“ mit der Austria den Sieg erringen.
Im Jahr 2005 veräußerten die Österreichischen Bundesbahnen ihren Schifffahrtsbetrieb an die Vorarlberg Lines-Bodenseeschifffahrt. Der Verkauf umfasste die gesamte Bodenseeflotte, das Hafenareal mit rund 71.000 Quadratmeter Fläche und alle Hafengebäude.